# Helpsters
Helpsters ist eine US-amerikanische Kinderserie, welche am 1. November 2019 auf Apple TV+ Premiere hatte. Die zweite Staffel erschien am 16. Oktober 2020. Am 23. April 2020 startete die Spin-off-Serie Helpsters helfen dir, um in sechs kurzen Geschichten mit den Originalcharakteren Vorschulkindern und ihren Eltern Hilfe und emotionale Unterstützung in der Covid-19-Pandemie anzubieten.

## Handlung
Cody und die anderen munteren Monster lieben es, Probleme zu lösen. Von Partys über Berg steigen bis hin zu Zaubertricks – die Helpsters wissen Rat. Denn für Probleme groß und klein sind sie des Serienguckers Helferlein.

## Episodenliste
| Staffel | Folge                                                                                    | Handlung | Erscheinungsdatum |
| ------- | ---------------------------------------------------------------------------------------- | --- | ----------------- |
| 1       | 1. Folge: Die unglaubliche Alie / Das Wettrennen                                         | Alie will einen Berg besteigen. Ein Geschwisterpaar läuft um die Wette. | 1.11.2019         |
| 1       | 2. Folge: Dave der Tänzer / Amrita fliegt zum Mond                                       | Dave übt für einen Tanzauftritt. Amrita braucht Hilfe, um ein Geburtstagsgeschenk zu übergeben.                                                                                                   | 1.11.2019         |
| 1       | 3. Folge: Die singende Starlett / Heart hat ein Problem                                  | Starlett braucht endlich erholsamen Schlaf. Heart will ein Familienfoto machen. | 1.11.2019         |
| 1       | 4. Folge: Rita, die Büchernärrin / Cody ist erkältet                                     | Rita sucht ein verlorenes Buch. Cody muss sich von einer Erkältung erholen. | 1.11.2019         |
| 1       | 5. Folge: Die musikalischen Mabels / Barbara beobachtet Vögel                            | Eine Band baut sich neue Instrumente. Barbara sucht nach einem seltenen Vogel. | 1.11.2019         |
| 1       | 6. Folge: Fensterputzer Wayne / Paloma und die Dinosaurier                               | Wayne möchte Zaubertricks lernen. Paloma versucht, das Skelett eines Dinosauriers zusammenzusetzen.                                                                                               | 1.11.2019         |
| 1       | 7. Folge: Der tanzende Scatter / Eckiger Sid                                             | Scatter ist immer zu spät und braucht Hilfe dabei, pünktlich zu einer Show zu kommen. Cid möchte eine Geburtstagsfeier mit dem Thema Kreis für seine Freundin Cindy Kreis organisieren.           | 3.4.2020          |
| 1       | 8. Folge: Frank der Alles-Flieger / Nachbarin Nora                                       | Frank kann alles fliegen nur eines nicht: Einen Drachen. Nora braucht eine Wegbeschreibung zu ihrer neuen Wohnung – Nebenan.                                                                      | 3.4.2020          |
| 1       | 9. Folge: Isaac der Coole / Klimaanlagen Techniker Aaron                                 | Isaac möchte einen Kometen sehen, weiß aber nicht wie er das anstellen soll. An einem heißen Tag sagt Aaron den Helpsters, dass die Klimaanlage kaputt gehen wird.                                | 3.4.2020          |
| 1       | 10. Folge: Chefkoch Charlie / Der modische Fil                                           | Charlie möchte bei einem Salat-Wettbewerb mitmachen, findet aber keine frischen Zutaten. Die Helpster gehen zu Fils Tag der Erde Party.                                                           | 3.4.2020          |
| 1       | 11. Folge: Basketball Brianna / Hearts Haustier                                          | Brianna hat ein Spiel aber ein LKW hat ihren Basketball plattgemacht. Heart hätte gerne einen Fisch als Haustier.                                                                                 | 3.4.2020          |
| 1       | 12. Folge: Krankenschwester Nina und Landwirten Flynn / Feuerwehrfrau Fran und Maler Pat | Nina und Flynn werden heiraten, haben aber die Hochzeitstorte vergessen. Fran und Pat wollen sich gegenseitig ein Überraschungsgeschenk machen.                                                   | 3.4.2020          |
| 1       | 13. Folge: Der Primmflandien-Tag / Marshas Kapelle ist weg                               | Mr Prim verpasst seinen Lieblings-Feiertag zu Hause. Marsha braucht Hilfe, da ihre Blaskapellenband bei einem großen Event nicht auftreten kann.                                                  | 3.4.2020          |
| 2       | 1. Folge: Amazing Atticus / Segelliebhaber Sam                                           | Atticus möchte seine Tochter überraschen, kann sie aber nicht erreichen. Sam möchte mit seinem Bruder Lars Segeln gehen – nur mag Lars keine Boote.                                               | 16.10.2020        |
| 2       | 2. Folge: Ballerina Betsy / Pizza Pasquale                                               | Betsy findet ihre Ballett-Schuhe nicht und versucht, sich an den Tag zu erinnern. Pasquale weiß nicht, wie er seine Kunden mit Essen versorgen kann, während in seinem Restaurant renoviert wird. | 16.10.2020        |
| 2       | 3. Folge: Minigolf-Mike/der verlorene Schlüssel                                          | Mike muss nur noch eine Runde Minigolf spielen, um einen Rekord zu brechen, ihm fehlt dafür aber eine Bahn. Die Helpsters schließen sich aus ihrem Laden aus.                                     | 16.10.2020        |
| 2       | 4. Folge: Happy Halloween / Geschichtenerzählerin Sofia                                  | Die Helpsters sind so beschäftigt, dass sie Halloween ganz vergessen haben. Sofia macht sich bereit für den großen Tag und braucht Hilfe dabei, sich eine gruselige Geschichte auszudenken.       | 16.10.2020        |
| 2       | 5. Folge: Käfer-Billy / Cody lernt Fahrradfahren                                         | Billy möchte etwas über Zikaden erfahren – nur kann er keine finden. Die anderen Helpsters haben vor, mit dem Fahrrad zum Laden zu fahren, aber Cody weiß nicht, wie.                             | 16.10.2020        |
| 2       | 6. Folge: der Löffel-Klub / Keks-Cornelius                                               | Mr Primm möchte ein Löffel-Treffen veranstalten, weiß aber noch nicht, wie er das auf die Beine stellen soll. Cornelius möchte für seine Nachbarn Kekse backen.                                   | 16.10.2020        |
| 2       | 7. Folge: Camper Cortez / Künstler Andrew & Detective Dudley                             | Cortez plant, campen zu gehen – nur leider regnet es draußen. Andrea und Dudley wollen Freunde werden, wissen aber nicht, was sie zusammen machen können.                                         | 16.10.2020        |

| Staffel | Folge                                     | Handlung | Erscheinungsdatum |
| ------- | ----------------------------------------- | --- | ----------------- |
| 1       | 1. Folge: Wenn sich Pläne ändern          | Cody möchte ihren Lieblingsbaum besuchen, der Park ist aber geschlossen. Deshalb macht sie einen neuen Plan.                                             | 23.4.2020         |
| 1       | 2. Folge: Helpsters ehrenhalber           | Ein Helpster zu sein, zeigt sich in vielen Dingen wie Singen oder Tanzen. Aber das Wichtigste ist, anderen zu helfen.                                    | 30.4.2020         |
| 1       | 3. Folge: Schnitzeljagd                   | Cody und ihre Freundin Amazing Alie zeigen uns, wie man mit seinen Freunden spielen kann, auch wenn sie weit weg sind.                                   | 07.5.2020         |
| 1       | 4. Folge: Mit nem Lächeln geht‘s leichter | Cody liebt es mit anderen einschlagen, aber was macht man, wenn die Menschen nicht nah genug sind, um mit ihnen einzuschlagen?                           | 14.5.2020         |
| 1       | 5. Folge: Wie man zusammen sein kann      | Die Helpsters sind eigentlich immer zusammen. Das geht aber gerade nicht. Sie finden aber einen Weg, um trotzdem gemeinsam Spaß zu haben.                | 21.5.2020         |
| 1       | 6. Folge: Wir sagen danke                 | Cody und die Musikgruppe Grouplove singen gemeinsam einen Song, um allen zu danken, die gerade dafür sorgen, dass wir sicher, gesund und glücklich sind. | 28.5.2020         |

## Synchronisation
| Originalsprecher    | Figur     |
| ------------------- | --------- |
| Stephanie D’Abruzzo | Cody      |
| Martin Robinson     | Mr. Primm |
| Tim Lagasse         | Scatter   |
| Ingrid Hansen       | Heart     |
| Jennifer Barnhart   | Jackie    |